# Доня Обрієж
45°29′ пн. ш. 17°08′ сх. д. / 45.48° пн. ш. 17.13° сх. д.
Доня Обрієж (хорв. Donja Obrijež) — населений пункт у Хорватії, у Пожезько-Славонській жупанії у складі міста Пакраць.

## Населення
Населення за даними перепису 2011 року становило 235 осіб.
Динаміка чисельності населення поселення:

## Клімат
Середня річна температура становить 11,06 °C, середня максимальна – 25,27 °C, а середня мінімальна – -5,59 °C. Середня річна кількість опадів – 902 мм.
| Клімат поселення                              | Клімат поселення | Клімат поселення | Клімат поселення | Клімат поселення | Клімат поселення | Клімат поселення | Клімат поселення | Клімат поселення | Клімат поселення | Клімат поселення | Клімат поселення | Клімат поселення | Клімат поселення |
| Показник                                      | Січ.             | Лют.             | Бер.             | Квіт.            | Трав.            | Черв.            | Лип.             | Серп.            | Вер.             | Жовт.            | Лист.            | Груд.            |                  |
| Середній максимум, °C                         | 6,94             | 8,78             | 13,17            | 17,18            | 22,06            | 25,27            | 24,53            | 23,98            | 20,20            | 15,42            | 9,86             | 5,57             |                  |
| Середня температура, °C                       | 0,68             | 2,53             | 6,92             | 10,92            | 15,79            | 19,00            | 20,76            | 20,20            | 16,43            | 11,64            | 6,09             | 1,78             |                  |
| Середній мінімум, °C                          | −5,59            | −3,74            | 0,65             | 4,65             | 9,52             | 12,75            | 16,99            | 16,43            | 12,66            | 7,86             | 2,32             | −2               |                  |
| Норма опадів, мм                              | 57               | 51               | 61               | 73               | 81               | 98               | 82               | 91               | 75               | 80               | 86               | 67               |                  |
| Середньомісячна швидкість вітру, м/с          | 1.90             | 2.10             | 2.50             | 2.39             | 2.20             | 2.00             | 1.90             | 1.80             | 1.80             | 1.82             | 1.90             | 1.90             |                  |
| Середньомісячна сонячна радіація, кДж/м²·день | 4329             | 7085             | 10922            | 15341            | 19599            | 21659            | 22614            | 19812            | 14851            | 9165             | 4860             | 3572             |                  |
| --------------------------------------------- | ---------------- | ---------------- | ---------------- | ---------------- | ---------------- | ---------------- | ---------------- | ---------------- | ---------------- | ---------------- | ---------------- | ---------------- | ---------------- |
| Джерело:                                      |                  |                  |                  |                  |                  |                  |                  |                  |                  |                  |                  |                  |                  |